# Післяпологовий період
Післяпологовий (післянатальний) період починається після пологів і зазвичай триває 6 тижнів у три фази: гостру (6-12 годин), підгостру фазу (2-6 тижнів) і відстрочену (до 6 місяців). Всесвітня організація охорони здоров'я описує післяпологовий період як найбільш критичну і водночас найбільш занедбану фазу в житті матерів і немовлят: більшість смертей матерів і новонароджених припадає саме на цей період.

## Спостереження
Породілля може йти додому, як тільки її стан стане стабільним з медичної точки зору, що може статися вже через кілька годин після пологів (виписка з пологового будинку протягом 48 годин після пологів є ранньою). В середньому після неускладнених вагінальних пологів це займає 1-2 дні. Середній термін перебування в післяпологовому відділенні після кесаревого розтину становить 3-4 дні. Протягом цього часу за жінкою спостерігають на предмет кровотечі, роботи кишки і сечового міхура, а також за станом дитини.

## Фази
Післяпологовий період ділять на три стадії:
1. початкова або гостра фаза, (8-19 годин після пологів)
2. підгостра, від 2 до 6 тижнів). В цей період 87% до 94% жінок повідомляють про щонайменше одну проблему зі здоров'ям[3][4].
3. віддалений (відстрочений) післяпологовий період (може тривати до 6 місяців)[5]. Деякі зміни в сечостатевій системі відбуваються набагато довше і можуть призвести до таких станів, як нетримання сечі.

Про довготривалі проблеми зі здоров'ям (що зберігаються і після віддаленого післяпологового періоду) повідомляють 31% жінок.